# Citroën C3 I
Pour les articles homonymes, voir Citroën C3.
La Citroën C3 I est la première génération de C3, une citadine polyvalente du constructeur automobile français Citroën produite du 15 avril 2002 au 19 novembre 2009. Elle succède à la Citroën Saxo. Disponible uniquement en version 5 portes, la C3 est épaulée commercialement par la C2, stricte 3 portes, alors que la Saxo était disponible dans les deux configurations. Ce modèle se place en concurrence des Peugeot 206, Renault Clio II et autres citadines.

## Présentation

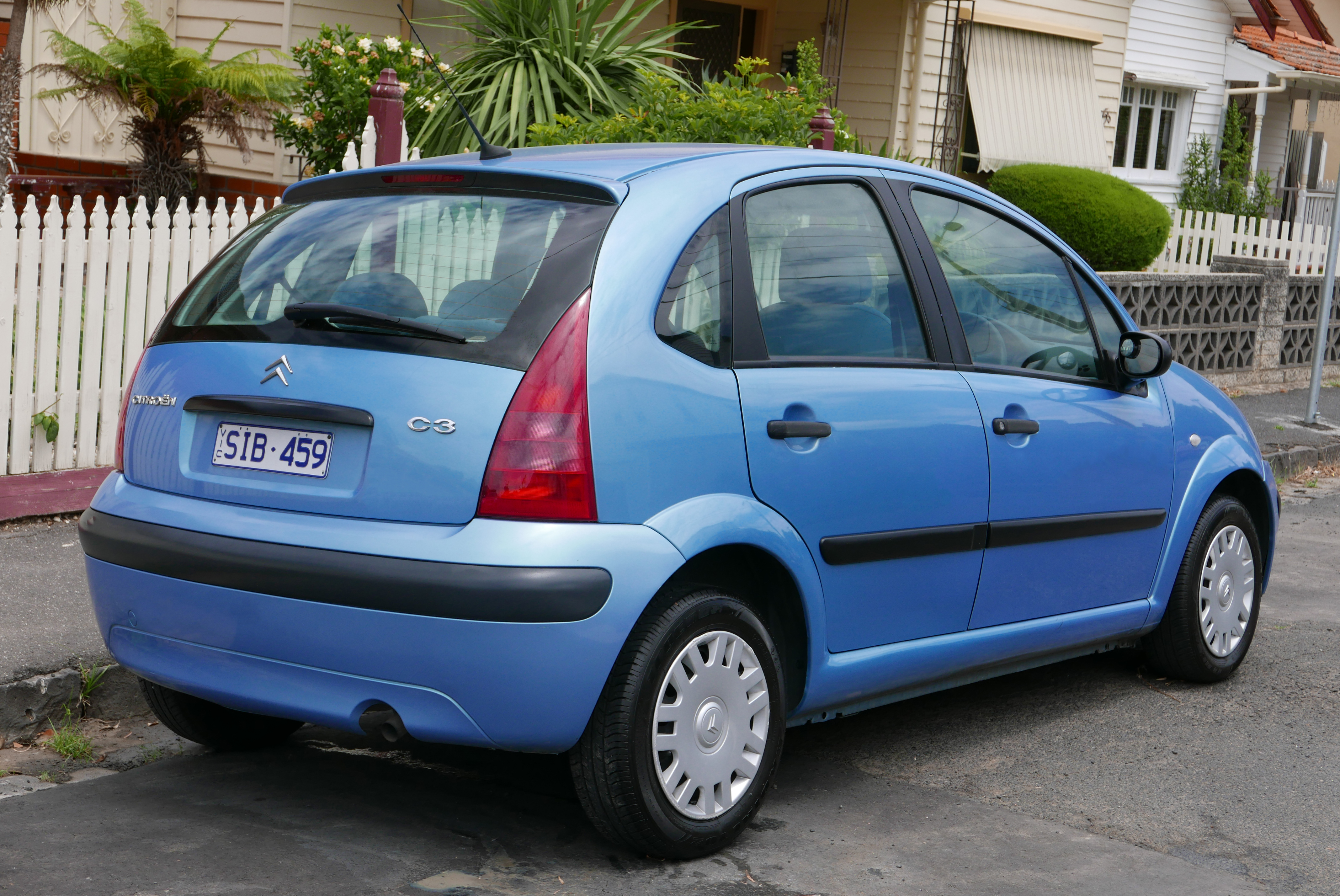
Citroën C3 I phase 1

Cette première génération est produite à Aulnay-sous-Bois, et dans une moindre mesure à Madrid. Elle est également produite en Amérique du Sud, uniquement pour le marché local.
La direction à assistance électrique en permanence variable manque parfois de rappel. La place pour les passagers arrière est un peu juste, mais on apprécie son coffre assez vaste. Elle est la première Citroën à bénéficier du multiplexage dès l'origine (la Xsara l'avait reçu lors de son restylage). La C3 a été la première voiture du groupe à bénéficier du petit diesel DV 1.4 HDi, dès juin 2002. Elle a également inauguré, en option, les boîtes de vitesses pilotées avec passage des rapports au moyen de palettes situées derrière le volant. Son principal défaut est une finition intérieure un peu légère. Son riche équipement et sa ligne moderne signée Donato Coco lui ont cependant assuré un beau succès commercial.
La C3 peut disposer en option d'un toit ouvrant panoramique.
En mai 2005, la C3 1.4 HDi de 92 ch est remplacée par une 1.6 HDi 90 dotée d'un meilleur couple.

## Finitions et moteurs
En France, la C3 1re génération est disponible avec 8 motorisations et 4 niveaux de finitions[Quand ?].
- Finition de base : c'est l'entrée de gamme de la C3. Elle propose un ABS+REF+AFU, des airbags frontaux et latéraux avant, 3 appuie-têtes arrière "virgule", le verrouillage automatique du coffre et des portes au-dessus de 10 km/h, une direction à assistance variable électrique, un ordinateur de bord, des rétroviseurs réglables de l'intérieur, un volant réglable en hauteur et profondeur, un verrouillage centralisé à distance avec plip HF, un dossier arrière rabattable 1/3-2/3, des vitres avant électriques, une tablette cache-bagages.
- Options : peinture métallisée, climatisation, système audio CD RDS 6 haut-parleurs

Moteurs disponibles avec cette finition : 1.1i 60ch BVM5, 1.4 HDI 70ch BVM5
- Pack Ambiance : ajoute les appuie-têtes arrière réglables en hauteur, des rétroviseurs électriques, deux accoudoirs centraux avant, un siège conducteur réglable en hauteur et un système audio CD RDS 6HP
- Options : peinture métallisée, airbags rideaux avant et arrière, projecteurs antibrouillard, régulateur/limiteur de vitesse, climatisation, toit panoramique en verre, kit mains libres Bluetooth, système audio CD RDS MP3.

Moteurs disponibles avec cette finition : 1.1i 60ch BVM5, 1.4i 75ch BVM5, 1.4i Essence/GNV 75/68ch BVM5, 1.4 HDI 70ch BVM5.
- Pack Clim : ajoute des projecteurs antibrouillard, la climatisation, des aumônières au dos des sièges avant
- Options : peinture métallisée, régulateur/limiteur de vitesse, climatisation automatique, toit panoramique en verre, Pack Urbain, kit mains libres Bluetooth, système audio CD RDS MP3, jantes en alliage léger 15 pouces.

Moteurs disponibles avec cette finition : 1.4i 75ch BVM5, 1.4i 16v 90ch BVM5 et Sensodrive, 1.4 HDI 70ch BVM5 et Sensodrive, 1.6 16v HDI 92ch BVM5
- Exclusive : C'est le haut de gamme de la C3. Elle ajoute un allumage automatique des feux de croisement, des essuie-vitres avant automatiques à capteur de pluie, un radar de recul, un régulateur/limiteur de vitesse, des rétroviseurs électriques dégivrants et rabattables, un Moduboard, la climatisation automatique, un système audio CD RDS MP3 et un pack Look.
- Option : peinture métallisée, sellerie cuir/tissu, sellerie cuir, airbags rideaux avant et arrière, toit panoramique en verre, chargeur 5CD, kit mains libres Bluetooth.

Dès décembre 2004, la C3 est disponible dans une nouvelle finition haut de gamme VTR. Elle est équipée du 1.6 16v 110ch, et se positionne comme une alternative à l'Exclusive, avec un design un peu plus sportif. En phase 1, elle se distingue par ses boucliers, ses passages de roues et bas de caisse peints ton carrosserie et plus imposants, des poignées de portes teintées en noir, des monogrammes VTR, des jantes alu 16", des antibrouillards et une canule d'échappement chromée. La C3 VTR est produite jusqu'à la fin 2006.

## Le système Stop and Start
À partir de fin 2004, la 1.4i essence, équipée de la boîte robotisée Sensodrive peut être équipée en première mondiale du système « Stop & Start » qui coupe le moteur dès que la vitesse du véhicule descend sous les 5 km/h et redémarre sans à-coups et presque instantanément (0,4 seconde) dès que le conducteur lâche la pédale de frein. Il comprend un alternateur réversible, entraîné par une courroie et un tendeur spécifiques, qui remplit alternativement les fonctions de démarreur et d'alternateur.
Le système est complété par divers capteurs, un boîtier électronique de pilotage, qui surveille en permanence le comportement du moteur, et une batterie spéciale, au plomb, prévue pour un grand nombre de cycles de charge et décharge. Sa consommation est réduite d'environ 20 % en ville et de 5 % en cycle normalisé par rapport à un modèle comparable.

## Restylage de la gamme C3

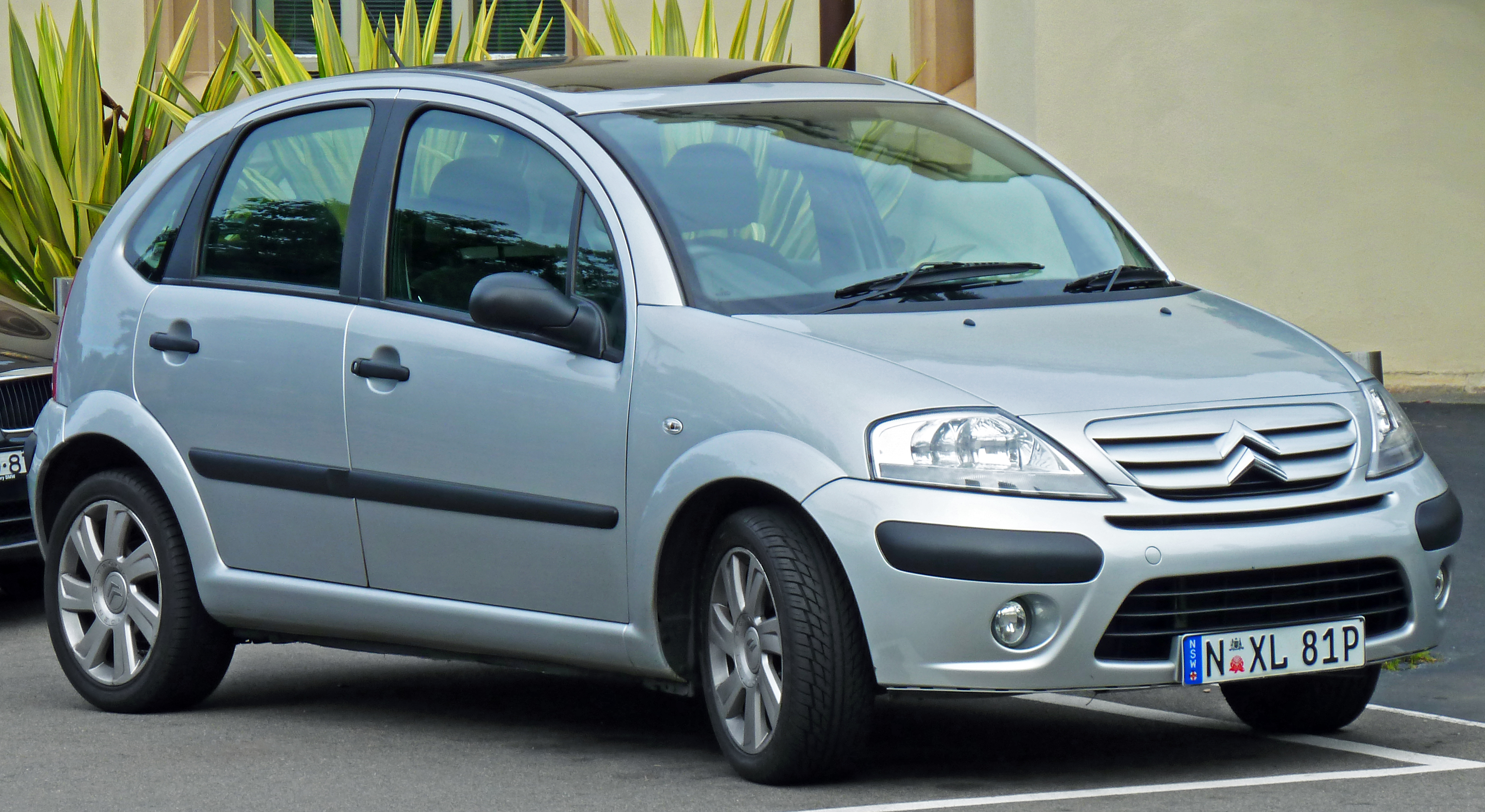
Citroën C3 I phase 2

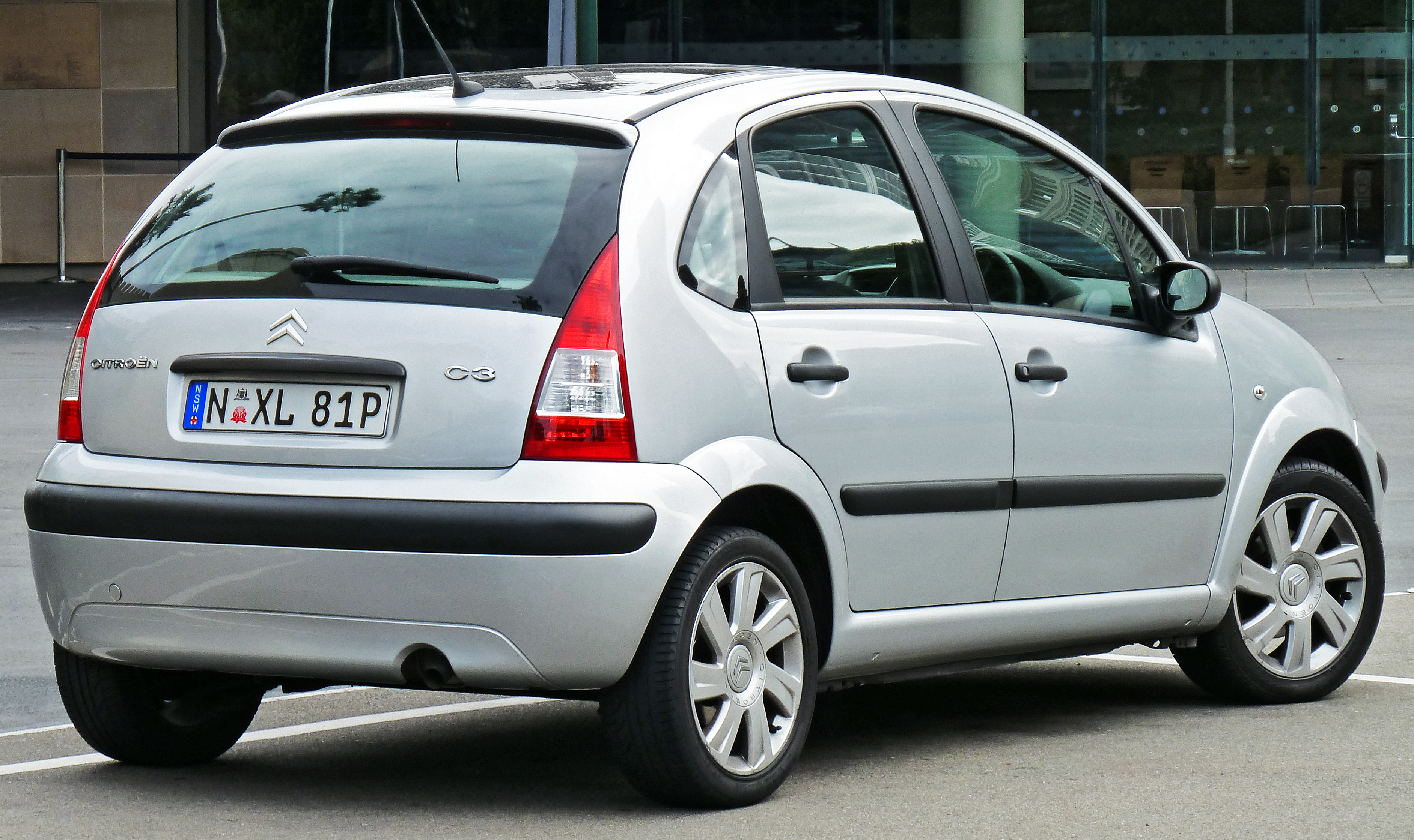
Citroën C3 I phase 2

Début octobre 2005, la gamme C3 se voit octroyer quelques modifications
Un intérieur plus soigné, un look rafraîchi, un diesel plus puissant et moins polluant et des tarifs en hausse.
L'habitacle adopte un nouveau dessin de la planche de bord, des commandes de la console centrale et des garnitures de portes.
La qualité globale des matériaux et de l'assemblage est améliorée, comme sur les C2 et C3 Pluriel dont les planches de bord sont identiques.
À noter l'arrivée de nouveaux équipements de confort et d’aide à la conduite tels que le limiteur de vitesse et de nouvelles commandes de la boîte robotisée Sensodrive.
À l'extérieur, la face avant adopte un bouclier plus imposant avec une plaque d'immatriculation qui descend au bas du bouclier.
La calandre est modifiée (2 grosses barrettes transversales au lieu de 3 plus fines) et arbore des chevrons plus gros.
La nouvelle calandre est soulignée d'une fente dans le bouclier destinée à optimiser le refroidissement du moteur.
À l'arrière, les feux disposent d'une zone centrale type cristal pour les clignotants et les feux de recul, et les chevrons sur le hayon sont aussi plus marqués.
Sous le capot, l'offre diesel est complétée par le nouveau 1.6 HDi de 110 ch équipé d'un filtre à particules.
A l'image de la Peugeot 206+ ou de la Renault Clio Campus, la carrière de la C3 se poursuit sur certains marchés d'Europe malgré le lancement d'une nouvelle génération pour lui succéder. A l'automne 2009, Citroën annonce que le modèle restera au catalogue sous le nom de Citroën C3 Génération, avec une gamme simplifiée au strict minimum. La marque décide quelques semaines plus tard d'utiliser un autre nom pour désigner ce modèle, et le renomme Citroën C3 Classic. Ce nom est utilisé en France, mais aussi en Grèce et en Italie. On trouve d'autres noms sur certains marchés d'export, comme C3 Hit Classic en Belgique, C3 First au Royaume-Uni et en Allemagne ou encore C3 First+ en Suisse,,,. La production de la C3 I en France se poursuit jusqu'à l'été 2010 et le modèle quitte finalement le catalogue en février 2011.
Pour sa dernière année de production, les rétroviseurs extérieurs sont légèrement agrandis.
La production et la commercialisation de la version sud-américaine continue quant à elle jusqu'en 2012.

## Fiche technique et performances
| Motorisations essence                                  | 1.1i                                     | 1.4i                                     | 1.4iA                                    | 1.4i 16V                                  | 1.4i 16V Sensodrive                       | 1.6i 16V                                  | 1.6i 16V Sensodrive                       | 1.6iA 16V                                 |
| Type                                                   | 4 cylindres 8s en ligne trans. (type TU) | 4 cylindres 8s en ligne trans. (type TU) | 4 cylindres 8s en ligne trans. (type TU) | 4 cylindres 16s en ligne trans. (type TU) | 4 cylindres 16s en ligne trans. (type TU) | 4 cylindres 16s en ligne trans. (type TU) | 4 cylindres 16s en ligne trans. (type TU) | 4 cylindres 16s en ligne trans. (type TU) |
| Cylindrée (cm3)                                        | 1 124                                    | 1 360                                    | 1 360                                    | 1 360                                     | 1 360                                     | 1 587                                     | 1 587                                     | 1 587                                     |
| Puissance maxi. (ch - tr/min)                          | 60 à 5 500                               | 75 à 5 400                               | 75 à 5 400                               | 90 à 5 250                                | 90 à 5 250                                | 110 à 5 750                               | 110 à 5 750                               | 110 à 5 750                               |
| Couple maxi. (N m - tr/min)                            | 94 à 3 200                               | 118 à 3 300                              | 118 à 3 300                              | 133 à 3 250                               | 133 à 3 250                               | 147 à 4 000                               | 147 à 4 000                               | 147 à 4 000                               |
| Boîte de vitesses                                      | Manuelle à 5 rapports                    | Manuelle à 5 rapports                    | Auto à 4 rapports                        | Manuelle à 5 rapports                     | Robotisée à 5 rapports                    | Manuelle à 5 rapports                     | Robotisée à 5 rapports                    | Auto à 4 rapports                         |
| Transmission                                           | Avant                                    | Avant                                    | Avant                                    | Avant                                     | Avant                                     | Avant                                     | Avant                                     | Avant                                     |
| Poids (kg)                                             | 978                                      | 1 005                                    | 1 039                                    | 1 051                                     | 1 057                                     | 1 063                                     | 1 088                                     | 1 133                                     |
| 0 à 100 km/h (s)                                       | 15,9                                     | 12,4                                     | 15,7                                     | 11,9                                      | 13                                        | 10                                        | 12,9                                      | 11,5                                      |
| Vitesse maxi. (km/h)                                   | 157                                      | 167                                      | 162                                      | 177                                       | 180                                       | 192                                       | 192                                       | 185                                       |
| Consommations (L/100 km) Extra-urbaine/ urbaine/ mixte | 5/7,8/6                                  | 5/8,2/6,2                                | 5,5/9,7/7,1                              | 5/8,1/6,2                                 | 5/7,6/6 (4,9/6,9/5,7)                     | 5,2/8,6/6,5                               | 5,1/8/6,2                                 | 5,5/10,1/7,2                              |
| Émissions de CO2 (g/km)                                | 143                                      | 145                                      | -                                        | 148                                       | - (135)                                   | 155                                       | 148                                       | 172                                       |
| Années de production                                   | 2002-2010                                | 2002-2009                                | 2002-2005                                | 2007-2009                                 | 2003-2009                                 | 2002-2008                                 | 2002-2008                                 | 2005-2009                                 |

( ) avec système Stop & Start
| Motorisations Diesel                                   | 1.4 HDI                                            | 1.4 HDI Sensodrive                                 | 1.4 HDI 16V                                         | 1.6 HDI 92                                          | 1.6 HDI 110                                         |
| Type                                                   | 4 cylindres 8s en ligne trans. turbo (type DV/DLD) | 4 cylindres 8s en ligne trans. turbo (type DV/DLD) | 4 cylindres 16s en ligne trans. turbo (type DV/DLD) | 4 cylindres 16s en ligne trans. turbo (type DV/DLD) | 4 cylindres 16s en ligne trans. turbo (type DV/DLD) |
| Cylindrée (cm3)                                        | 1 398                                              | 1 398                                              | 1 398                                               | 1 560                                               | 1 560                                               |
| Puissance maxi. (ch - tr/min)                          | 70 à 4 000                                         | 70 à 4 000                                         | 92 à 4 000                                          | 92 à 4 000                                          | 110 à 4 000                                         |
| Couple maxi. (N m - tr/min)                            | 150-160 à 1 750-2 000                              | 150-160 à 1 750-2 000                              | 200 à 1 750                                         | 215 à 1 750                                         | 245 à 1 750                                         |
| Boîte de vitesses                                      | Manuelle à 5 rapports                              | Robotisée à 5 rapports                             | Manuelle à 5 rapports                               | Manuelle à 5 rapports                               | Manuelle à 5 rapports                               |
| Transmission                                           | Avant                                              | Avant                                              | Avant                                               | Avant                                               | Avant                                               |
| Poids (kg)                                             | 1 022                                              | 1 066                                              | 1 072                                               | 1 104                                               | 1 127                                               |
| 0 à 100 km/h (s)                                       | 13,4                                               | 15,4                                               | 11,7                                                | 10,8                                                | 9,5                                                 |
| Vitesse maxi. (km/h)                                   | 165                                                | 163                                                | 180                                                 | 180                                                 | 190                                                 |
| Consommations (L/100 km) Extra-urbaine /urbaine /mixte | 3,8/5,3/4,4                                        | 3,9/4,9/4,3                                        | 3,7/5,3/4,3                                         | 3,7/5,7/4,4                                         | 3,8/5,7/4,5                                         |
| Émissions de CO2 (g/km)                                | 115                                                | 113                                                | 112                                                 | 118                                                 | 120                                                 |
| Années de production                                   | 2002-2010                                          | 2003-2009                                          | 2002-2005                                           | 2005-2009                                           | 2005-2009                                           |

## C3 X-TR

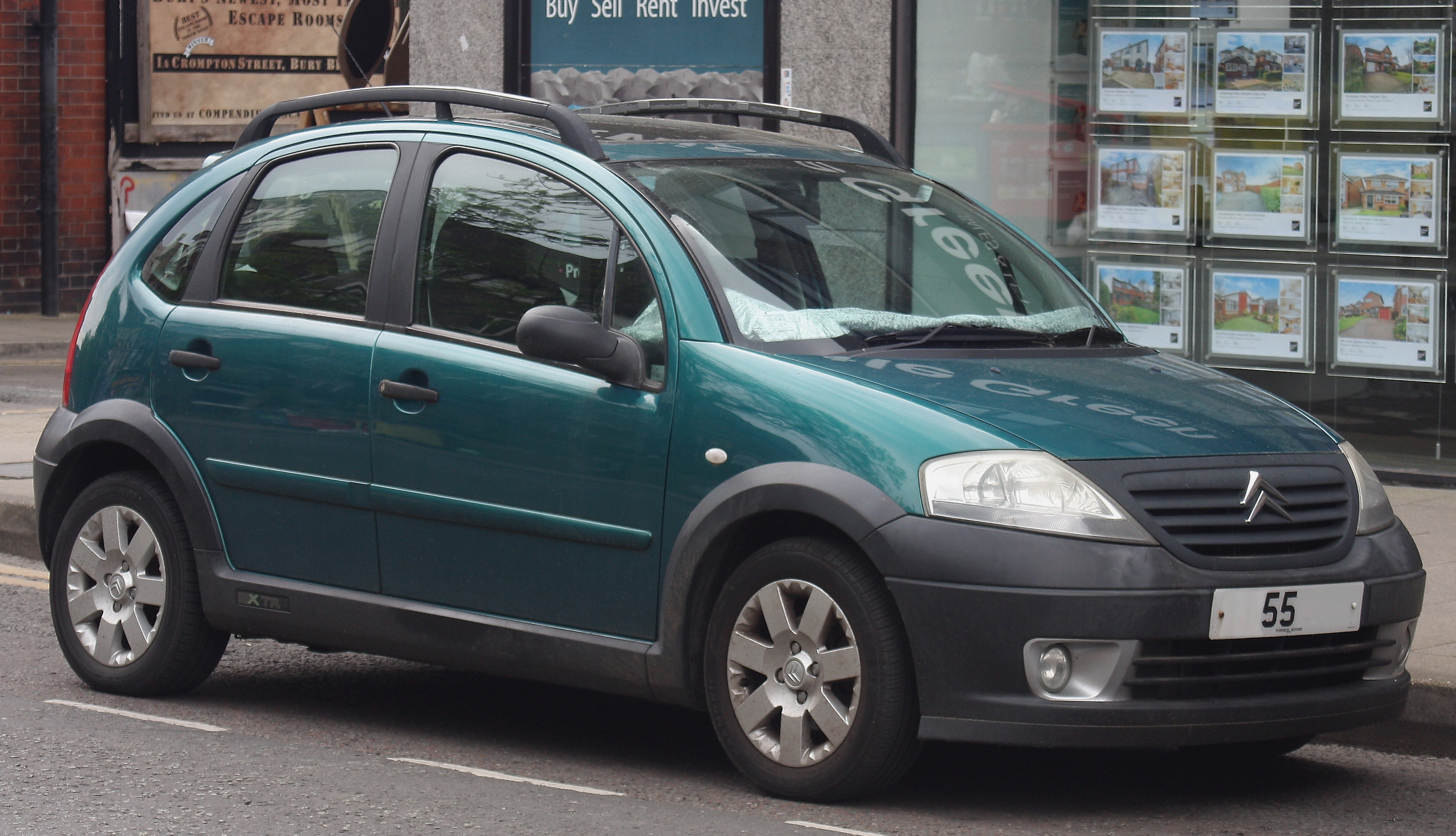
Citroën C3 X-TR phase 1

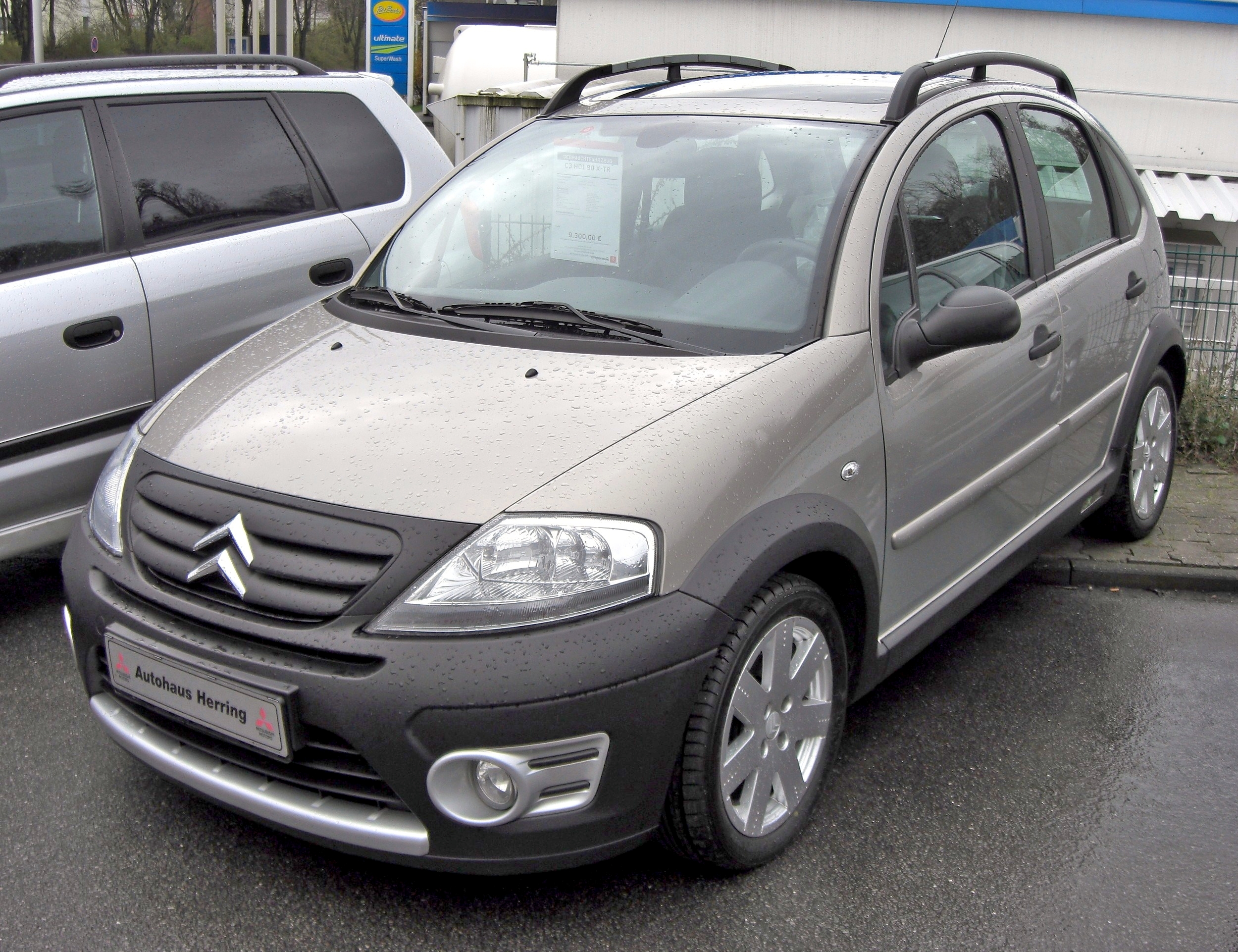
Citroën C3 X-TR phase 2

En avril 2004 est lancée une version X-TR inspirée de l'univers offroad, dans la lignée du ludospace Berlingo X-TR lancé quelques mois plus tôt, avec des élargisseurs d'ailes, des boucliers, une calandre et des jupes latérales de bas de caisse noirs, des barres de toit qui lui donnent une allure de véhicule tout-terrain. La C3 XT-R avait été annoncée en décembre de l'année précédente à l'occasion du Salon de l'automobile de Bologne sous la forme d'un show car quasi identique au véhicule de série, appelé Citroën C3 X-TReme. 
En outre, la C3 X-TR modèle est disponible en option avec un différentiel à glissement limité permettant d'améliorer la motricité sur sol glissant. 
La C3 X-TR est commercialisée dans un premier temps avec les motorisations essence 1.4i 16V et 1.6i 16V associées à la boîte robotisée Sensodrive, et le diesel 1.4 HDI remplacé par la suite par le 1.6 HDI. Viennent par la suite compléter l'offre moteur les 1.4i et 1.4 HDI ainsi que le 1.4i 16V en boîte manuelle. Ce modèle quitte la gamme européenne en 2008.
Au Brésil, Citroën lance la fabrication de la C3 XTR en 2006 et la poursuit même après l'arrêt de cette version en Europe.

## C3 GNV
La C3 GNV (gaz naturel) est lancée au mois d'octobre 2005.
Ses qualités environnementales diminuent de plus de 20 % les émissions de CO2 par rapport à l'essence et se caractérisent par une réduction des émissions polluantes de 30 à 75 % selon le cas (NOx, CO, HC).
Le moteur de cette C3 développe 68 ch en mode GNV et 75 ch en mode essence. L'autonomie globale est portée d'environ 500 à 700 km. Le réservoir de gaz est de 56 litres et peut se remplir soit chez soi (en ayant fait installer par Gaz de France un compresseur) ou dans une station-service équipée.
La C3 GNV équipée du moteur 1.4i Essence/GNV 75/68ch se vend à partir de 15 930 € en finition Pack Ambiance.

## International
La C3 est fabriquée dans l'usine brésilienne de Porto Real à partir de mai 2003. Cette version est vendue localement et exportée vers d'autres marchés du Mercosur. La première année, le Brésil absorbe 77% de la production, l'Argentine 20% et les autres pays (Uruguay et Paraguay) 3%. Dès 2005, des versions dont le moteur est produit localement sont disponibles, permettant à la C3 d'être vendue bien moins chère qu'auparavant. Cette C3 brésilienne est également assemblée en version XTR à partir de 2006. La C3 sud-américaine s'est esthétiquement différenciée de la version européenne lors d'un restylage subi en 2008, incluant notamment un pare-chocs avant inédit,. 
Plusieurs séries spéciales inédites sont proposées au cours de la carrière de la C3 I au Brésil : Ocimar Versolato (2004), Musique (2006), Solaris (2010) et enfin Sonora (2011), proposant un toit ouvrant, inédit sur la version brésilienne du véhicule. 
La production de cette première génération au Brésil prend fin en août 2012. Elle reste toutefois au catalogue en parallèle de la deuxième génération jusqu'au mois de décembre de la même année.
Un nombre limité de C3 est également également assemblée en Uruguay par l'entreprise locale Oferol. Cette usine située à Barra de Carrasco, dans le département des Canelones, n'était pas une usine de fabrication mais d'assemblage, les C3 arrivant en kits de type CKD.